# Far Rockaway-Mott Avenue
Far Rockaway-Mott Avenue è una stazione della metropolitana di New York, situata sulla linea IND Rockaway. Nel 2014 è stata utilizzata da 1 486 147 passeggeri.
È servita dalla linea A Eighth Avenue Express, sempre attiva.